# Mohammad Mayeli Kohan
Mohammad Mayeli Kohan (pers. محمد مایلی کهن; Bandar-e Anzali, 5 giugno 1953) è un allenatore di calcio ed ex calciatore iraniano, di ruolo centrocampista.

## Statistiche

### Allenatore
| Anno      | Squadra       | Giocate | Vinte | Pareggiate | Perse | Vittorie % |
| --------- | ------------- | ------- | ----- | ---------- | ----- | ---------- |
| 1996-1997 | Iran          | 40      | 24    | 10         | 6     | 60,00      |
| 2003-2004 | Saipa         | 26      | 3     | 12         | 11    | 11,54      |
| 2003-2004 | Iran olimpica | 8       | 5     | 0          | 3     | 62,50      |
| 2008-2011 | Saipa         | 75      | 30    | 35         | 10    | 40,00      |
| 2012-2013 | Gahar Zagros  | 23      | 3     | 5          | 15    | 13,04      |
| 2013      | Saba Qom      | 16      | 4     | 4          | 8     | 25,00      |
| 2016-2017 | Malavan       | 34      | 16    | 11         | 7     | 47,06      |

## Palmarès

### Giocatore

#### Club

##### Competizioni nazionali
- Campionato iraniano: 1

Persepolis: 1975-1976
- Coppa dell'Iran: 1

Persepolis: 1987-1988